# Chen Weiqiang
Chen Weiqiang (7 de junho de 1958, em Dongguan, província de Guandong) é um ex-halterofilista da China.
Chen Weiqiang começou a treinar no levantamento de peso em 1972; entrou para a equipe de Guandong em 1974. Apareceu no campeonato mundial de 1977, mas não concluiu a prova; no mundial para juniores de 1978 ele ficou em segundo lugar, na categoria até 56 kg, com 245 kg no total combinado (107,5 kg no arranque e 137,5 no arremesso).
Ganhou ouro nos Jogos Asiáticos de 1982. E nos Jogos Olímpicos de 1984, que contou como campeonato mundial de halterofilismo também, ele foi campeão na categoria até 60 kg.
Quadro de resultados
| Ano  | Posição | Competição                           | Classe de peso | Marca                   |
| 1977 | /       | Campeonato Mundial em Stuttgart      | –52 kg         | Sem marca, não concluiu |
| 1978 | 2.      | Campeonato Mundial Júnior em Atenas  | –56 kg         | 245 kg (107,5+137,5)    |
| 1978 | 5.      | Campeonato Mundial em Gettysburg     | –56 kg         | 242,5 kg (102,5+140)    |
| 1979 | 7.      | Campeonato Mundial em Tessalônica    | –56 kg         | 257,5 kg (110+147,5)    |
| 1982 | 1.      | Jogos Asiáticos                      | –60 kg         | 282,5 kg                |
| 1983 | 6.      | Campeonato Mundial em Moscou         | –60 kg         | 280 kg (120+160)        |
| 1984 | 1.      | Jogos Olímpicos e Campeonato Mundial | –60 kg         | 282,5 kg (125+157,5)    |

Estabeleceu ainda dois recordes mundiais no arremesso, na categoria até 56 kg:
- 151,5 kg, em 29 de junho de 1979, em Xangai
- 153 kg, em 4 de novembro de 1979, em Tessalônica[4]